# Sărulești-Sat
Sărulești-Sat – wieś w Rumunii, w okręgu Călărași, w gminie Sărulești. W 2011 roku liczyła 506 mieszkańców.